# 松浦聡志
松浦 聡志（まつうら さとし、1978年2月20日-）は、地方競馬・兵庫県競馬組合所属の調教師、元騎手。得意戦法は逃げ。趣味は筋力トレーニング。

## 人物
1997年騎手デビュー。同年5月7日のチュオーサクラで初騎乗。同年6月10日のフクノダライで初勝利。
2005年に通算100勝を達成。2007年には中央競馬に初騎乗した。その後300勝を2010年に達成した。
2015年1月3日園田・新春賞をエーシンスパイシーで勝利し、重賞初制覇。
2015年、平成26年度第4回調教師免許試験に合格し、同年3月31日付けで調教師となる。騎手としての通算成績は地方競馬7649戦472勝、中央競馬3戦0勝。
勝負服はかつての中央競馬での吉田堅所有のメジロ軍団の勝負服と同一のデザインのものを着用していた。

## 主な管理馬
- スターレーン（2017年ル・プランタン賞）
- キヨマサ（2017年・2019年霧島賞）
- インベルシオン（2025年新春賞）